# Tollent
Tollent – miejscowość i gmina we Francji, w regionie Hauts-de-France, w departamencie Pas-de-Calais.
Według danych na rok 1999 gminę zamieszkiwało 77 osób, a gęstość zaludnienia wynosiła 17 osób/km² (wśród 1549 gmin regionu Nord-Pas-de-Calais Tollent plasuje się na 1107. miejscu pod względem liczby ludności, natomiast pod względem powierzchni na miejscu 739.).